# Wenden Lofts
Wenden Lofts of Wenden Loughts is een civil parish in het bestuurlijke gebied Uttlesford in het Engelse graafschap Essex. In 2001 telde het civil parish 72 inwoners.